# Нура (селище)
Нура́ (каз. Нұра) — селище, центр Нуринського району Карагандинської області Казахстану. Адміністративний центр та єдиний населений пункт Нуринської селищної адміністрації.
Населення — 6626 осіб (2021; 5956 у 2009, 6807 у 1999, 8286 у 1989).
До 2017 року селище називалось Київка.